# Хокон VII
Хокон VII (Haakon VII, 3 август 1872 – 21 септември 1957) е датски принц и крал на Норвегия от 1905 г. до смъртта си.
Хокон VII е роден на 3 август 1872 в двореца Шарлотенлунд, близо до Копенхаген, като Кристиан Фредерик Карл Георг Валдемар Аксел, принц на Дания и Исландия. До възкачването си на норвежкия престол е известен като принц Карл Датски. Той е втори син на датския крал Фредерик VIII и на кралица Луиза (принцеса Ловиса Шведска). По-малък брат е на датския крал Кристиан X. През 1896 г., на церемония в Бъкингамския дворец, принц Карл се жени за уелската принцеса Мод – дъщеря на бъдещия крал на Великобритания Едуард VII. Карл и Мод имат един син:
- Олаф (1903 – 1991), крал на Норвегия (1952 – 1991)

На 18 ноември 1905 г. парламентът на Норвегия избира принц Карл за нов крал на страната, която по-рано същата година излиза от персоналната си уния с Швеция. След като на специално организиран за целта референдум мнозинството от норвежците се произнася в полза на монархията, норвежкото правителство решава да избере за крал на страната принц Карл Датски заради роднинските му връзки с повечето кралски фамилии в Европа. Карл приема предложението на норвежците и поставя символично начало на връзката си с норвежците, приемайки старото норвежко име Хокон, носено от редица норвежки крале през средновековието.
В новата си родина Хокон VII е почитан като един от най-великите норвежци на 20 в. и е известен най-вече със съпротивата си срещу германските окупатори по време на Втората световна война, когато заплашва правителството с абдикацията си, ако то съдейства на нацистите. По време на немската инвазия в Норвегия през пролетта на 1940 г. Хокон VII отказва да назначи прогерманско правителство и заедно със семейството си и правителството се евакуира във Великобритания, оставайки до края на войната символ на норвежката съпротива срещу окупаторите. Връща се в Норвегия на 7 юни 1945 г., точно пет години след като я напуска, на борда на британския крайцер „Девоншър“.
Петдесет и две годишното управление на Хокон VII приключва със смъртта на 85-годишния монарх на 21 септември 1957 г.